# Fondation Alexander-von-Humboldt
La Fondation Alexander von Humboldt (en allemand Alexander von Humboldt-Stiftung) est une fondation allemande pour la promotion de la coopération internationale dans le domaine de la recherche scientifique. Elle facilite des séjours de recherche de scientifiques étrangers en Allemagne, et soutient les contacts scientifiques et culturelles qui en résultent.
La Fondation finance des programmes de bourses sur concours pour des scientifiques titulaires du doctorat et particulièrement pour des séjours de recherche en Allemagne de scientifiques étrangers pour une période de six mois à deux ans. La Fondation accorde également de nombreux prix à des scientifiques de renommée mondiale comme le prix Humboldt. Le financement est assuré par le gouvernement de la République fédérale d'Allemagne. Le siège de la fondation est à Bonn-Bad Godesberg, où elle possède une maison permettant d'héberger des visiteurs.

## Histoire
La Fondation tient son nom du naturaliste Alexander von Humboldt.
Une première fondation portant son nom a été créée à Berlin en 1860, peu de temps après la mort du chercheur. Au départ, elle soutient des voyages scientifiques de chercheurs allemands à l'étranger. La fondation perd son capital durant l'inflation, et cesse d'exister en 1923.
Elle est recréée en 1925 à l'instigation du ministère des Affaires étrangères, et désormais soutient des scientifiques et doctorants étrangers durant leurs études en Allemagne. À partir de 1931, la Fondation est intégrée au Deutscher Akademischer Austauschdienst (DAAD). Elle cesse d'exister en 1945, puis elle est recréée en 1953 sous sa forme actuelle. Depuis, la Fondation a soutenu plus de 25000 scientifiques de 130 pays, parmi eux 49 prix Nobel. Elle soutient des chercheurs invités étrangers, souvent jeunes, durant leurs séjours d'études en Allemagne, sur des fonds fournis par le ministère des affaires étrangères. Une importance particulière est accordée au soutien des contacts entre anciens bénéficiaires de la Fondation et les scientifiques allemands. De par le travail de la Fondation se crée un réseau actif de chercheurs sur toute la terre.

## Présidents
- Werner Heisenberg (1953–1975), Prix Nobel, physicien
- Feodor Lynen (1975–1979), Prix Nobel, médecin
- Wolfgang Paul (1979–1989), Prix Nobel, physicien
- Reimar Lüst (1989–1999), physicien
- Wolfgang Frühwald (de) (1999–2007), germaniste
- Helmut Schwarz (2008-2023), chimiste
- Robert Schlögl (de) (2023-), chimiste[2].

## Prix
La Fondation décerne, en son nom, en coopération ou en délégation de nombreux prix et bourses (en tout plus de 700 par an).
- Le prix de recherche Humboldt (Humboldt-Forschungspreis) est décerné à des chercheurs étrangers méritants. Jusqu'à 100 prix sont accordés chaque année.
- La Chaire Alexander von Humboldt est un prix doté de 3,5  à   5 millions d'euros. C'est le prix de recherche le plus élevé en Allemagne. Il est décerné depuis 2008.
- Le prix Gay-Lussac Humboldt est décerné conjointement par l'Allemagne et la France.
- Le prix de recherche Max-Planck est décerné annuellement, et alternativement par la Fondation et la société Max-Planck, à un chercheur allemand et un chercheur étranger, en sciences naturelles, ingénierie, sciences de la vie ou sciences humaines.
- Le prix Sofia-Kovalevskaïa est un prix biennal décerné par la Fondation.
- Le cours Wolfgang-Paul de la Fondation Wolfgang-Paul, dont la gestion est assurée par la Fondation.
- Le prix de recherche Georg Forster est attribué à des chercheurs de pays en voie de développement de toutes disciplines.
- Le prix de recherche Feodor Lynen est une bourse post-doctorale qui s'adresse à des chercheurs allemands voulant continuer leur recherche à l'étranger.
- Le prix de recherche Friedrich Wilhelm Bessel est décerné à de jeunes chercheurs de très haut niveau en récompense de l’excellence de leurs travaux de recherche.
- Le prix Anneliese Maier, richement doté (250 000 euros), permet des coopérations plus souples et de plus longue durée, jusqu'à cinq ans, entre partenaires allemands et étrangers.
- Le prix Humboldt-Alumni est attribué à des projets de renforcement de coopération entre l’Allemagne et des pays d'anciens boursiers Humboldt. Ces prix sont dotés de 25 000 euros.

## Lauréats et boursiers
- László Sólyom, Président de la Hongrie 2005-2010
- Steven Chu, Ministre de l'énergie des États-Unis
- Thomas De Koninck, Philosophe et professeur à l'Université Laval
- Jean Grondin, Philosophe et professeur à l'Université de Montréal
- Subra Suresh (en), Directeur de la National Science Foundation
- Chi-Huey Wong, Président de l'Academia Sinica, Taiwan
- Giulio Angioni, Écrivain et ethnologue
- Ahmed Zewail, Prix Nobel de chimie 1999
- Wolfgang Ketterle, Prix Nobel de physique 2001
- Theodor Hänsch, Prix Nobel de physique 2005
- Elinor Ostrom, Prix Nobel d'économie 2009
- Kazimira Danutė Prunskienė, Ancienne premier ministre de Lituanie
- Oliver Williamson, Prix Nobel d'économie 2009
- Ei-ichi Negishi, Prix Nobel de chimie 2010
- Yoshihiko Ikegami, théoricien de la littérature et linguiste japonais
- Nadia Magnenat-Thalmann, professeure d'université canadienne et suisse